# Ewa Lipińska-Leder
Ewa Lipińska-Leder (ur. 20 listopada 1919 w Łodzi, zm. 27 października 2012) – polska profesorka mikrobiologii.
W 1942 roku ukończyła Instytut Agronomiczny w Paryżu, w 1960 roku w Szkole Głównej Gospodarstwa Wiejskiego w Warszawie uzyskała stopień doktorki nauk leśnych, a doktorki habilitowanej nauk technicznych w zakresie technologii żywności w 1975 roku. Profesorką została w 1979 roku.
Od 1953 roku do 1954 roku była członkinią Komisji Organizacji Instytutu Przemysłu Mleczarskiego w Warszawie. Jest autorką 34 prac oryginalnych i 2 książek. Jej badania obejmują zastosowanie nizyny w serowarstwie (towarzyszyły one zwłaszcza uruchomieniu przemysłowej produkcji nizyny w Kutnowskich Zakładach Farmaceutycznych "Polfa"), metody badania jakości higienicznej surowego mleka, bifidobakterie w produkcji twarogów i napojów fermentowanych.
Została odznaczona Brązowym, Srebrnym i Złotym Krzyżem Zasługi i Krzyżem Kawalerskim Orderu Odrodzenia Polski.

## Życie prywatne
Żona Witolda Ledera, matka Andrzeja Ledera.